# Птицы в геральдике
Птицы — в современной геральдике, в той или иной интерпретации присутствуют на 35 % государственных гербов, примерно половина из них включают изображения одноглавых и двуглавых орлов, а также сокола, ястреба, кондоров; на семи гербах изображен голубь. Из архетипических мифических образов присутствуют грифоны, птица Хумо, Гаруда (гербы Таиланда, Индонезии и Улан-Батора), кречет Магаса, из национальных и традиционных символов — венценосный журавль, птица-секретарь, петух, кетцаль, чайка (страны Океании), ворон и другие.

## Архетипические образы птиц в геральдике
Образы птиц имеются лишь на нескольких государственных флагах, но при этом играют важную роль в символике гербов. Государственные гербы современных стран с изображением птиц составляют около 35 % от общего числа. При этом сами изображения птиц могут как представлять доминирующую эмблему герба, либо быть составной частью основополагающих эмблем.
Не менее 75 государственных гербов, в том числе 6 гербов зависимых территорий содержат изображения птиц. Самыми распространенными (28 гербов для стран всех континентов) являются изображения орла. Среди орлов наиболее распространены одноглавые, например, одноглавый орёл с короной на гербе Польши; чёрный орел с окровавленными лапами на гербе Германии, орел-крестоносец на гербах Молдовы и Румынии. При этом головы орлов, обычно, повернуты влево и только на гербе Сирии и Иордании смотрят направо.
Для гербов России, Албании, Черногории, Сербии характерными являются двуглавые орлы в целом «византийского типа». На гербе Египта изображен чёрно-жёлтый орел, именуемый «орлом Саладдина» — великого султана, правившего в Королевстве Египет в XII веке. Основной эмблемой на большой печати США является белоголовый орлан, символизирующий могущество и суверенитет.
На гербе Мексики находится изображение орла (точнее каракары, птицы семейства соколиных), сжимающий гремучую змею. На гербах Боливии, Колумбии, Чили и Эквадора находится изображение андийского кондора. Изображения орлов и грифов могут располагаться над щитом (герб Эквадора) либо же в верхней его части (Иордания). Также они могут представлять отдельные эмблемы внутри щита (Чешская Республика, Армения, Филиппины). На гербах некоторых государств, например Гана, Чили, Армения, орлы держат щит. Распространенной атрибутикой являются: скипетр, сабля в лапах орла, кресты в клюве, иногда имеются нашейные звезды.
Орел в качестве архетипического символа Солнца отражает в современных гербах силу и мощь государства. Кроме орла, из того же семейства птиц на гербе Сан-Томе и Принсипи в качестве щитодержателя является ястреб. Также соколиные присутствуют на гербе Ливии в виде золотого сокола, смотрящего вправо, и сапсана на гербе Острова Мэн.
Из архетипических мифических образов птица Гаруда присутствует на гербах Таиланда и Индонезии. На гербе Таиланда она представлена в виде огромной птицы красновато-золотистого цвета с туловищем человека. В Индонезии она изображена в виде золотой птицы, на груди которой имеется гербовый щит с изображением пяти символов-принципов Панчу Шилы.
На гербах Кыргызстана и Узбекистана изображены мифические птицы — белоснежный (согласно эпосу) кречет Манаса, являющийся символом свободы и независимости и птица Хумо, символизирующая добро и счастье. На гербе Гватемалы изображена священная птица индейцев — кетцаль. Петух находится в центре гербового щита Кении, где он выступает в качестве символа рассвета и бдительности.
Птица-носорог является эмблемой одного из штатов на гербе Малайзии. Две колибри и ибис, как олицетворение самобытности острова Тринидад (в качестве щитодержателя вместе с птицей чачалака, обитающей только на острове Тобаго); чёрный лебедь в момент взлета, символизирующий Западную Австралию на гербе государства (наряду с сорокопутом — символом Южной Австралии, и щитодержателем — эму). На гербе острова Мэн щитодержателями являются ворон и сокол-сапсан.
Национальными символами государств является венценосный журавль на гербе Уганды; птица-секретарь на гербе Судана и ЮАР. Императорская райская птица на боевом барабане изображена на государственном герб Папуа- Новой Гвинеи. Характерным символом целого ряда гербов стран Океании является морские птицы — фрегаты на гербах Науру и Соломоновых Островов, чайка с ветвью в клюве на гербе Тонга, парящая чайка на гербе Кирибати.
Из других представителей класса птиц на гербах стоит отметить попугаев, которые присутствуют в качестве щитодержателей на гербах Доминики, Сент-Люсии, Сан-Томе и Принсипи; пеликанов (Сент-Китс и Невис, Теркс и Кайкос), фламинго (Багамские Острова, Теркс и Кайкос), фаэтона (Сейшельские Острова) и др.
На двух гербах зависимых территорий (Французские Южная и Антарктическая Земля, Южные Сандвичевы острова) присутствует изображение королевского и золотоволосого пингвинов.
Голуби присутствуют на семи гербах. На государственных гербах Фиджи, Кипра, Гвинеи изображен голубь с оливковой ветвью в клюве; на гербе Либерии изображен голубь со свитком в клюве. Сизый голубь присутствует на гербе Гренады. Дронт присутствует на гербе Маврикия, где он выступают в качестве щитодержателя.